# Pseudocalliurichthys ikedai
Pseudocalliurichthys ikedai és una espècie de peix de la família dels cal·lionímids i de l'ordre dels perciformes.

## Morfologia
- Els mascles poden assolir 2,3 cm de longitud total.[4]

## Hàbitat
És un peix de clima temperat i demersal que viu entre 1-8 m de fondària.

## Distribució geogràfica
Es troba a l'Illa Iriomote (el Japó).

## Observacions
És inofensiu per als humans.